# Tetranitratoxycarbon
Tetranitratoxycarbon ist eine hypothetische chemische Verbindung die zur Klasse der organischen Nitrate gehört und strukturell als vierfach nitratveresterter Kohlenstoff beschrieben werden könnte.

## Geschichte
Tetranitratoxycarbon wurde 2012 durch die zehnjährige Clara Lazen in Kansas City, Missouri, USA durch Zufall entdeckt. Während sie mit einem Molekül-Baumodell aus Holzkugeln und Stäben spielte, konstruierte sie eine Struktur aus Stickstoff, Sauerstoff und Kohlenstoff. Als sie ihr Modell ihrem Lehrer Kenneth Boehr zeigte, erkannte dieser das potenzielle wissenschaftliche Interesse daran. Er fotografierte das Molekül und leitete die Bilder an seinen Freund Robert Zoellner, einen Chemieprofessor an der Humboldt State University, weiter. Nach eingehender Analyse bestätigte Zoellner, dass Clara tatsächlich eine neue chemische Verbindung entdeckt hatte und veröffentlichte eine theoretischen Abhandlung über das Molekül und verwandte Verbindungen, der in der Zeitschrift Computational and Theoretical Chemistry veröffentlicht wurde und Lazen und Boehr als Co-Autoren nennt.

## Eigenschaften
Tetranitratoxycarbon besteht aus Sauerstoff, Stickstoff und Kohlenstoff in der Molekülstruktur C(CO3N)4. Es hat theoretisch eine kubische Kristallstruktur und explosive oder andere hochenergetische Eigenschaften.

Struktur von Tetranitratoxycarbon